# Diceratella elliptica
Diceratella elliptica är en korsblommig växtart som först beskrevs av Dc., och fick sitt nu gällande namn av Bengt Edvard Jonsell. Diceratella elliptica ingår i släktet Diceratella och familjen korsblommiga växter. Inga underarter finns listade i Catalogue of Life.